# (38091) 1999 JT3
1999 جاي تي 3 (ويعرف أيضًا باسم (38091) 1999 جاي تي 3 وفق تسمية الكوكب الصغير) (بالإنجليزية: 1999 JT3)‏ هو كويكب ضمن حزام الكويكبات؛ وترتيبه 38091 من حيث الاكتشاف.
اكتُشف هذا الجُرم الفلكي بواسطة مرصد لويل للبحث عن الأجرام القريبة من الأرض في 10 مايو 1999.

## وصلات خارجية
- (38091) 1999 JT3 في قاعدة بيانات مختبر الدفع النفاث لأجرام النظام الشمسي الصغيرة

- الاكتشاف · مخطط المدار ·  العناصر المدارية · المعلمات المادية

- (38091) 1999 JT3 على موقع ويكي سكاي: DSS2, SDSS, GALEX, IRAS, Hydrogen α, X-Ray, Astrophoto, Sky Map, Articles and images